# Huang Zongying
Huang Zongying (黄宗英S, Huáng ZōngyīngP; Pechino, 13 luglio 1925 – Pechino, 14 dicembre 2020) è stata un'attrice e scrittrice cinese.
In occasione del centenario della nascita dell'industria cinematografica in Cina nel 2005, la China Film Performance Art Academy l'ha inserita nella lista dei "100 migliori attori in 100 anni di cinema cinese".